# جوزپه پرینو
جوزپه پرینو (انگلیسی: Giuseppe Perrino; ۳ ژانویهٔ ۱۹۹۲ – ۲ ژوئن ۲۰۲۱) بازیکن فوتبال اهل ایتالیا بود.
از باشگاه‌هایی که در آن بازی کرده‌است می‌توان به باشگاه فوتبال پارما اشاره کرد.